# Revolution (musikalbum)
Revolution släpptes i september 1994 och var Kajsa Grytts andra album som soloartist.

## Låtförteckning
| Nr  | Titel               |                                                       |
| --- | ------------------- | ----------------------------------------------------- |
| 1.  | Jag Faller Ner      |                                                       |
| 2.  | Farlig För Mig      |                                                       |
| 3.  | En Fråga            |                                                       |
| 4.  | I Ditt Regn         |                                                       |
| 5.  | Visa Hur Man Älskar |                                                       |
| 6.  | Bakom Allt          |                                                       |
| 7.  | Eld                 |                                                       |
| 8.  | Din Hemlighet       |                                                       |
| 9.  | Solen I Dig         | duett med Staffan Hellstrand                          |
| 10. | Mörkret & Sanningen |                                                       |
| 11. | Bara Vara Här       |                                                       |
| 12. | Revolution          | först hennes egen låt, sedan en cover på The Beatles' |